# Подзамек
Подзамек (пол. Podzamek) — село в Польщі, у гміні Клодзко Клодзького повіту Нижньосілезького воєводства.
Населення — 237 осіб (2011).
У 1975—1998 роках село належало до Валбжиського воєводства.

## Демографія
Демографічна структура станом на 31 березня 2011 року:
|          | Загалом | Допрацездатний вік | Працездатний вік | Постпрацездатний вік |
| -------- | ------- | ------------------ | ---------------- | -------------------- |
| Чоловіки | 172     | 18                 | 146              | 8                    |
| Жінки    | 65      | 18                 | 37               | 10                   |
| Разом    | 237     | 36                 | 183              | 18                   |